# Kathedrale von Baeza

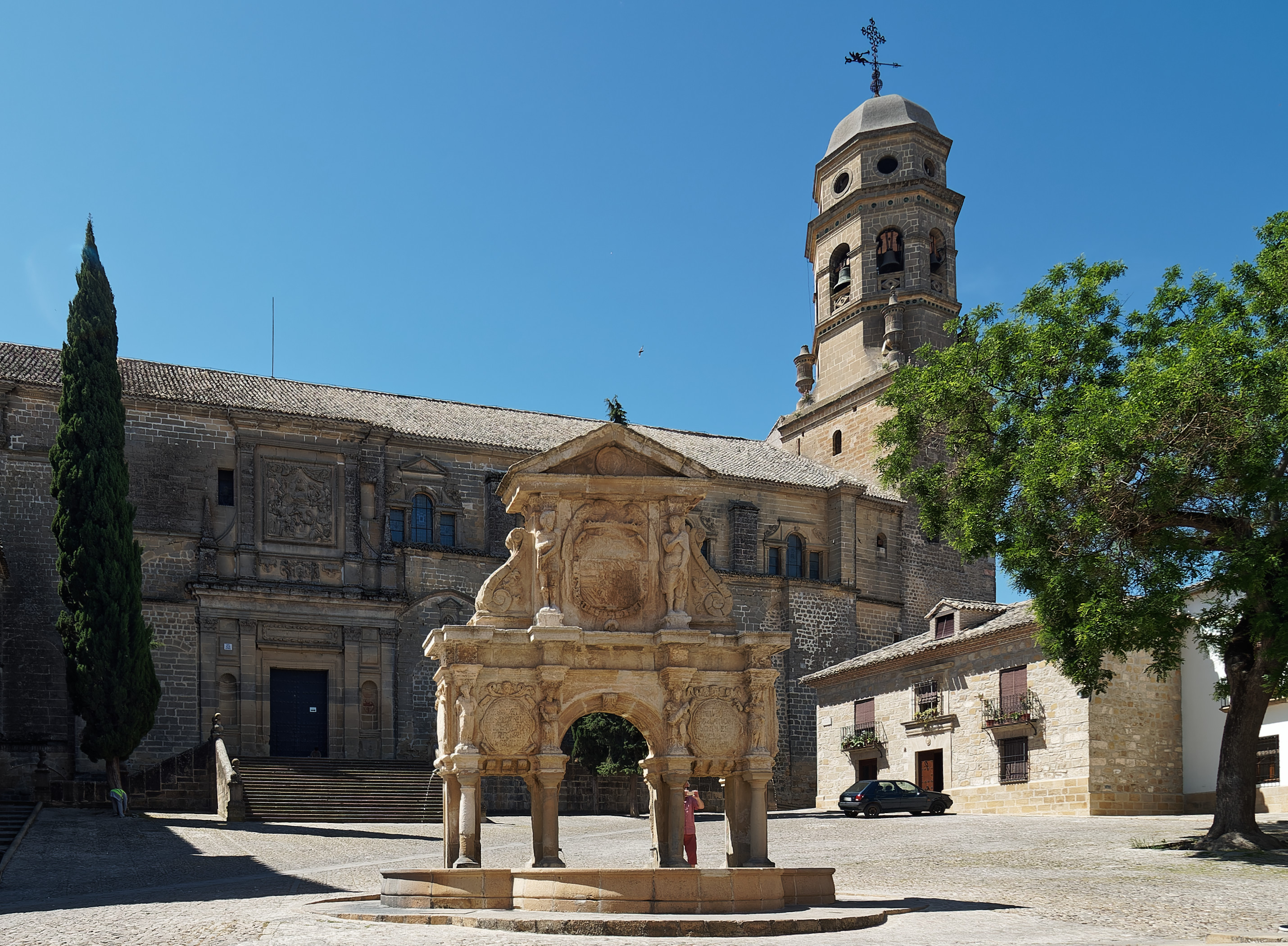
Kathedrale von Baeza

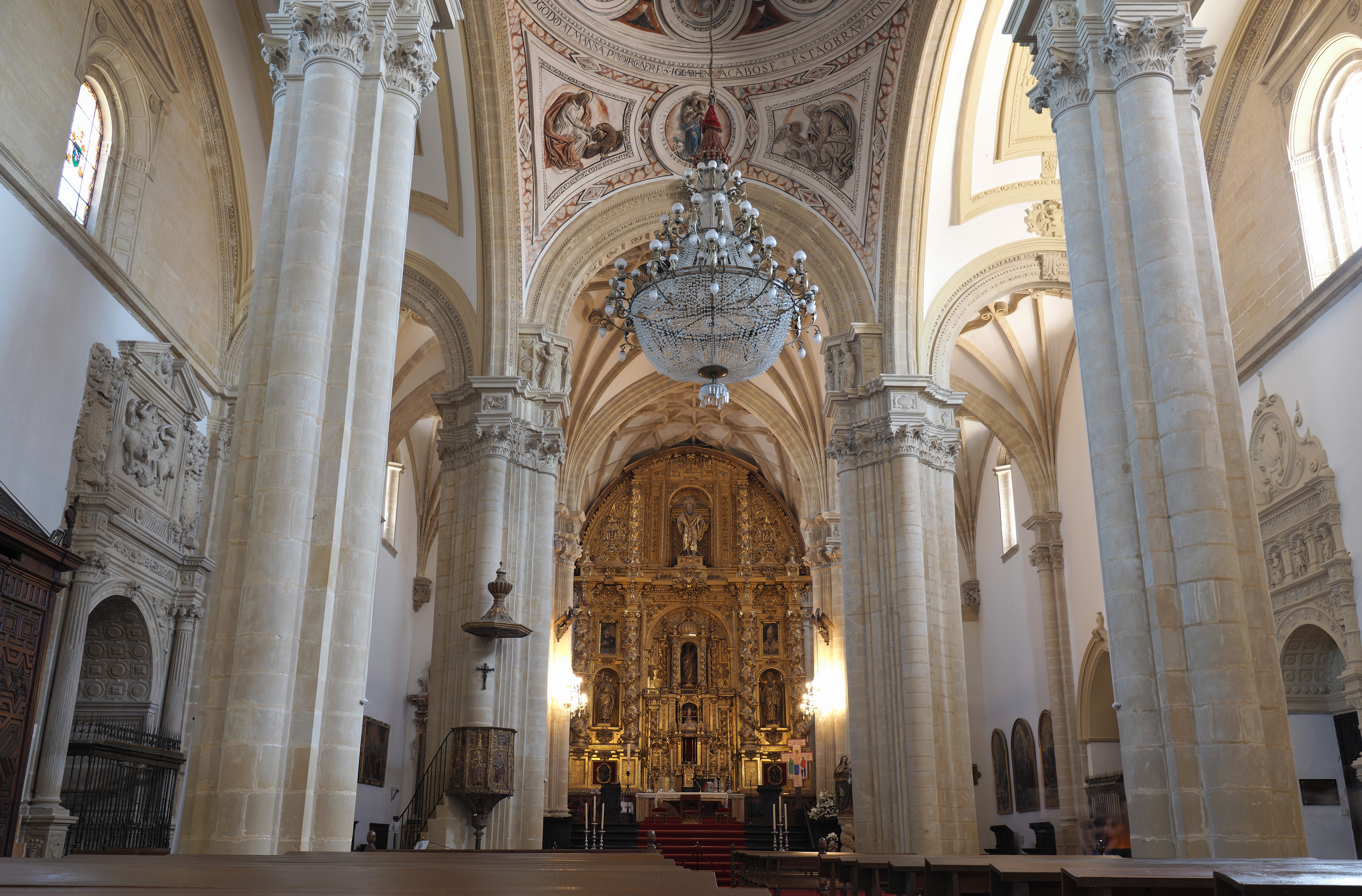
Langhaus und Chor

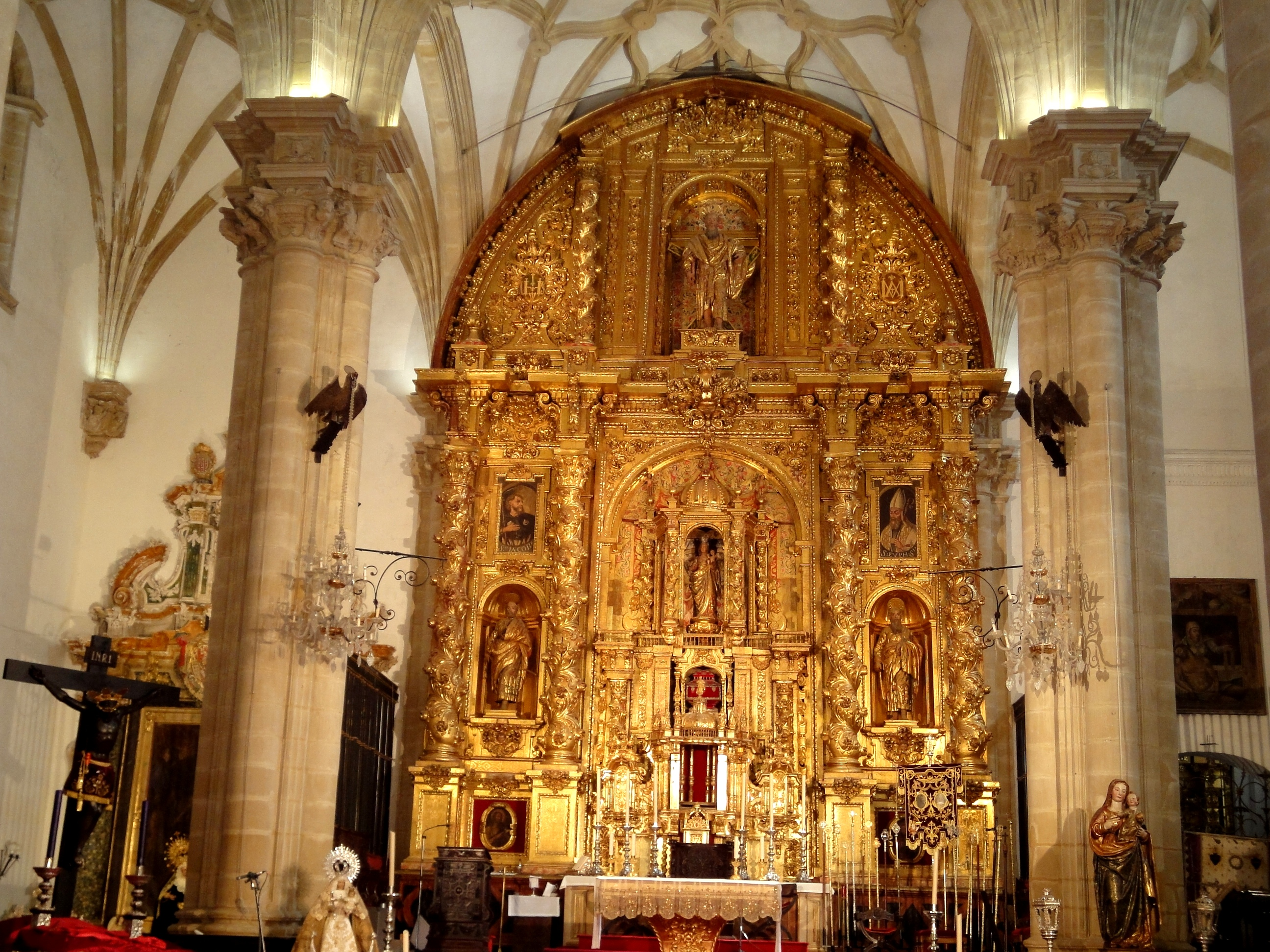
Hauptaltar

Die der Geburt Mariens (spanisch Natividad de Nuestra Señora) geweihte Kathedrale von Baeza, Spanien, war niemals offizieller Sitz eines Bischofs. Dennoch war die andalusische Stadt Baeza bis zum Jahr 1249 Sitz eines Bistums, welches jedoch nach Jaén verlegt wurde. Im Jahr 1931 wurde der Kirchenbau als Kulturgut (Bien de Interés Cultural) eingestuft; zusammen mit anderen historischen Bauten der Stadt gehört die sogenannte Kathedrale seit dem Jahr 2003 zum UNESCO-Weltkulturerbe.

## Geschichte
Baeza war zwar spätestens seit dem 7. Jahrhundert Bischofsstadt, doch verlor das Bistum in maurischer Zeit vollkommen an Bedeutung; Bischöfe sind nicht mehr bekannt. Wenige Jahre nach der Rückeroberung (reconquista) der Stadt durch die Truppen König Ferdinands III. von Kastilien in den Jahren 1226 und 1244 wurde das Bistum in die knapp 40 km südwestlich gelegene Stadt Jaén verlegt, doch residierten einige Bischöfe auch weiterhin zeitweise in Baeza. Sie förderten auch den Bau einer Großkirche, mit dem schon im Jahr 1227 begonnen wurde; diese wurde jedoch im Zuge der im Jahr 1529 begonnenen Arbeiten an der heutigen Kirche abgerissen.

## Architektur
Im Erdgeschoss des Glockenturms (campanario) verbergen sich noch architektonische Reste des ehemaligen Minaretts der Hauptmoschee. Die dreischiffige Renaissance-Kirche hat kein Querhaus und somit auch keine ausgeprägte Vierung. Alle Gewölbe sind annähernd gleich hoch („Hallenkirche“); nur über dem dritten Joch des Mittelschiffs befindet sich eine Kuppel. In die Außenwände des Langhauses sind mehrere Kapellen eingelassen. Die Fenster sind – wie bei Renaissancebauten im Süden Europas üblich – maßwerklos. Als Architekten fungierten u. a. Andrés de Vandelvira, Juan Bautista Villalpando und schließlich Alfonso Barba (ab 1593).

## Ausstattung
Der spätbarocke Hauptaltar mit seinen gedrehten Salomonischen Säulen stammt aus den 1720er Jahren. Eine ca. 2,20 m hohe silberne Custodia wurde ebenfalls aus dem 17. Jahrhundert gefertigt. Unter den Seitenkapellen ist insbesondere die von Andrés de Vandelvira entworfene Capilla Dorada zu erwähnen; die Capilla del Sagrario besitzt ein sehenswertes Altarretabel aus dem 18. Jahrhundert.